# Oružane snage Burkine Faso
Oružane snage Burkine Faso čine: kopnena vojska, zrakoplovstvo, nacionalna žandarmerija, policija i narodna policija. Budući da je kopnena zemlja, Burkina Faso nema mornaricu.
Godine 1966., nakon vojnog udara svrgnut je prvi predsjednik Gornje Volte, Maurice Yaméogo, suspendiran je ustav, raspuštena je Nacionalna skupština, a postavljen je pukovnik Sangoulé Lamizana na čelo Vlade sastavljene od visokih vojnih časnika. Vojska je ostala na vlasti 4 godine, 14. lipnja 1970., ratificirao se novi ustav, koji je postavljen na 4-godišnje prijelazno razdoblje do ponovne potpune civilne vladavine. Lamizana je ostao na vlasti tijekom 1970-ih kao predsjednik vojne ili mješovite civilno-vojne vlasti. Novi ustav je napisan i odobren 1977., a Lamizana je izabran na otvorenim izborima 1978.
Zbog problema u zemlji, 25. studenog 1980., pukovnik Saye Zerbo svrgnuo je predsjednika Lamizanu u vojnom udaru bez ljudskih žrtava. Pukovnik Zerbo također je naišao na otpor sindikata te je srušen dvije godine kasnije 7. studenog 1982. Vijeće narodnog spasa (CSP) je nastavilo zabranjivati političke stranke i organizacije, ali je obećalo prijelaz na civilnu vlast i novi ustav.
Frakcijski sukobi između umjerenjaka i radikala u CPS-u na čelu s kapetanom Thomasom Sankarom, doveli su do toga, da je Sankara imenovan za premijera u siječnju 1983. Interna politička borba i ljevičarska retorika, doveli su do uhićenja Sankare, a novi se vojni državni udar dogodio 4. kolovoza 1983.
Dana 18. travnja 2011., objavljeno je da se vojna pobuna u Burkini Faso proširila na grad Kaya, koji je jedan od većih po broju stanovnika.

## Oprema

### Kamioni
- ACMAT[2]

### Naoružana vozila
- EE-9 Cascavel
- M8 Greyhound (10 M-8 + 4 M-20)
- Daimler Ferret (30)
- Panhard AML (13 AML-90 + 2 AML-60)
- Panhard M3 (13)
- Eland-90 (4)
- Gila APCs (6)

### Topništvo
- APRA-40 – 122mm MRL (5)
- Typ 63 – 107mm MRL (4)
- 105 mm M101 – 105mm (8)

### Protuzračna obrana
- SA-14    10
- Strela-2 20

### Puške, pištolji, mitraljezi
- AK-47[3]
- SIG SG 540[4]
- Heckler & Koch G3[4]
- FN MAG[4]
- M2 Browning[4]
- Walther PP[4]
- RPG 7[3]

## Zrakoplovstvo
- Air Tractor AT-802
- Embraer EMB 314
- Airtech CN-235
- Celier Xenon 2
- Alouette III
- Eurocopter AS365 Dauphin
- Eurocopter AS350 Écureuil
- MiG-17
- Mil Mi-8
- Mi-8 S
- Mil Mi-17
- Mil Mi-35
- Avro 748
- Nord-Aviation N262
- Reims 172 Skyhawk
- Reims 337 Skymaster